# Clausilia prostrobeli
Clausilia prostrobeli is een uitgestorven slakkensoort uit de familie van de Clausiliidae. De wetenschappelijke naam van de soort werd voor het eerst geldig gepubliceerd in 2013 door H. Nordsieck als Neostyriaca (Lombardiella) prostrobeli.